# Hegyi István (író)
Hegyi István (Szegvár, 1896. november 10. – Szeged, 1951. november 29.) magyar író, újságíró, novellista. Az 1870-es évektől egészen az 1930-as évekig főleg Szegeden divatos, sajátos irodalmi műfajnak, a parasztnovellának kismestere volt.

## Társasági tagság
- Tömörkény Társaság
- Dugonics Társaság
- Magyar Újságírók Szövetsége

## Szakirodalom
- Lengyel András: Egy elfelejtett szegedi novellista. In: Múzeumi kutatások Csongrád megyében. Szeged 1986, Móra Ferenc Múzeum.
- Lengyel András: A Tömörkény Társaság. Délmagyarország. 1991. ápr. 13.
- Nacsády József: A szegedi parasztnovella keletkezése. In: Acta Universitatis Szegediensis. Sectio Literaria. 1958.
- Péter László (főszerk.): Új Magyar Irodalmi Lexikon. Budapest 1994., Akadémiai Kiadó.